# Grupa Odwodów „Kutno”
Grupa Odwodów Naczelnego Wodza „Kutno” (GO „Kutno”) – odwód Naczelnego Wodza.

## Historia GO „Kutno”
Polski plan operacyjny „Zachód”, w wersji z marca 1939 roku, przewidywał skoncentrowanie w rejonie Kutno-Włocławek-Płock odwodu Naczelnego Wodza w sile trzech dywizji piechoty. Według pułkownika dyplomowanego Józefa Jaklicza, ówczesnego II zastępcy szefa Sztabu Głównego, zakładano dwa warianty działania zgrupowania:
- stworzenie bariery na Wiśle, gdyby nieprzyjaciel uderzył z Prus Wschodnich na kierunku Sierpc-Włocławek lub Sierpc-Płock, w celu rozerwania Armii „Pomorze” od Armii "Modlin";
- wzmocnienie Armii „Poznań” względnie Armii „Pomorze”.

Z kolei ówczesny szef Sztabu Głównego, generał brygady Wacław Stachiewicz tak scharakteryzował zadania odwodu: „Wielkie Jednostki odwodu N.W. (Naczelnego Wodza), w rejonie Kutno-Płock-Włocławek, miały być użyte do osłony tyłów Armii Poznań i Pomorze, zasadniczo przez wzmocnienie obrony Wisły na skrzydłach wewnętrznych Armii Modlin i Armii Pomorze, mogły być również użyte częściowo dla wsparcia wewnętrznych skrzydeł Armii Poznań i Armii Łódź na Warcie. Nie było przewidziane zwarte użycie tego odwodu jako grupy operacyjnej i wskutek tego nie miał on wspólnego dowódcy. Poszczególne dywizje miały być w miarę rozwoju działań oddane do dyspozycji odnośnych dowódców Armii.”
W skład zgrupowania miały wejść: 13 Kresowa Dywizja Piechoty (rejon koncentracji - Włocławek), 19 Dywizja Piechoty (Płock) i 22 Dywizja Piechoty Górskiej (Kutno).
Zgodnie z planem mobilizacyjnym „W” 13 i 19 DP były mobilizowane w alarmie, w grupie jednostek oznaczonych kolorem czerwonym, natomiast 22 DPG mobilizowała się w I rzucie mobilizacji powszechnej. Wszystkie dywizje, po zakończeniu mobilizacji, musiały być przetransportowane koleją do wyznaczonych rejonów koncentracji: 13 DP z Okręgu Korpusu Nr II, 19 DP z Okręgu Korpusu Nr III i 22 DPG z Okręgu Korpusu Nr X.
Latem 1939 roku Sztab Główny dokonał korekt w planie operacyjnym „Z”. Pochodną tych korekt były zmiany w Ordre de Bataille poszczególnych związków operacyjnych i odwodów NW, w tym także GO „Kutno”. 13 i 19 DP zostały podporządkowane dowódcy Armii „Prusy”, a 22 DPG dowódcy Armii „Łódź”, natomiast w skład odwodu „Kutno” włączono 5 Dywizję Piechoty (z Armii „Pomorze”) i 24 Dywizję Piechoty (z Armii „Łódź”).
Dokonane zmiany zredukowały siły zgrupowania do dwóch dywizji piechoty oraz obniżyły jego gotowość bojową. Obie wielkie jednostki piechoty mobilizowane były w I rzucie mobilizacji powszechnej. Ten sam termin mobilizacji przewidziany był dla 9 pac. Wyjątkiem był 19 pułk piechoty, który razem z I dywizjonem 5 pułku artylerii lekkiej mobilizował się w alarmie, w grupie jednostek oznaczonych kolorem czerwonym.
Wieczorem 27 sierpnia 1939 roku rozpoczęła się mobilizacja części alarmowej 5 DP (19 pp i I/5 pal). Zgodnie z planem mobilizacja 19 pp miała być ukończona w ciągu 36 godzin od jej zarządzenia, natomiast I/5 pal w ciągu 40 godzin. 3 września 1939 roku wymienione oddziały dotarły transportem kolejowym do Kutna, a następnego dnia do Włocławka. We Włocławku 19 pp i I/5 pal weszły w skład Armii „Pomorze”, jako Oddział Wydzielony podpułkownika Sadowskiego. Były to jedyne oddziały ze składu Odwodu „Kutno”, które dotarły na miejsce koncentracji.
30 sierpnia 1939 roku została zarządzona mobilizacja powszechna. 31 sierpnia 1939 roku był pierwszym dniem mobilizacji dla pozostałych jednostek 5 DP oraz wszystkich oddziałów 24 DP. Pierwsze pododdziały z obu dywizji ukończyły mobilizację 3 września, a ostatnie dwa dni później. 3 września 1939 roku z garnizonów wyruszyły pierwsze transporty kolejowe do miejsc koncentracji.
Niekorzystna sytuacja Wojska Polskiego na froncie zmusiła Naczelnego Wodza do rezygnacji z Odwodu „Kutno”. 3 września 1939 roku 24 DP została podporządkowana dowódcy Armii „Karpaty”. Następnego dnia 5 DP została oddana do dyspozycji dowódcy Armii „Modlin”. Dowództwo 5 DP zostało przekształcone w Dowództwo Grupy Operacyjnej gen. Zulaufa. Gros oddziałów 5 DP wzięła udział w obronie Warszawy. W skład Armii „Warszawa” weszło także dowództwo 9 pac i jej pierwszy dywizjon. Drugi dywizjon 9 pac walczył w składzie Armii „Lublin”. Wreszcie 71 dal, po zakończeniu mobilizacji, wszedł 3 września 1939 roku w skład załogi przedmościa „Płock”.

## Planowany skład GO „Kutno” w sierpniu 1939 roku
- 5 Dywizja Piechoty
- 24 Dywizja Piechoty
- 9 Pułk Artylerii Ciężkiej
- 71 Dywizjon Artylerii Lekkiej